# Mbandza-Ndounga
Mbandza-Ndounga (s'écrit aussi Mbanza-Ndunga) est une localité du sud de la République du Congo, chef-lieu du district homonyme, située dans le département du Pool sur une altitude de 433 m.

## Curiosités touristiques

### Chutes de la Loufoulakari
Dans le district de Boko, depuis Nganga Lingolo sur la RN2, prendre la direction de Linzolo. La route conduit à Mbanza Ndounga (km 53), puis à Kimpandzou (km 63). De là, une piste mène aux célèbres chutes de la Loufoulakari.